# Radical 193

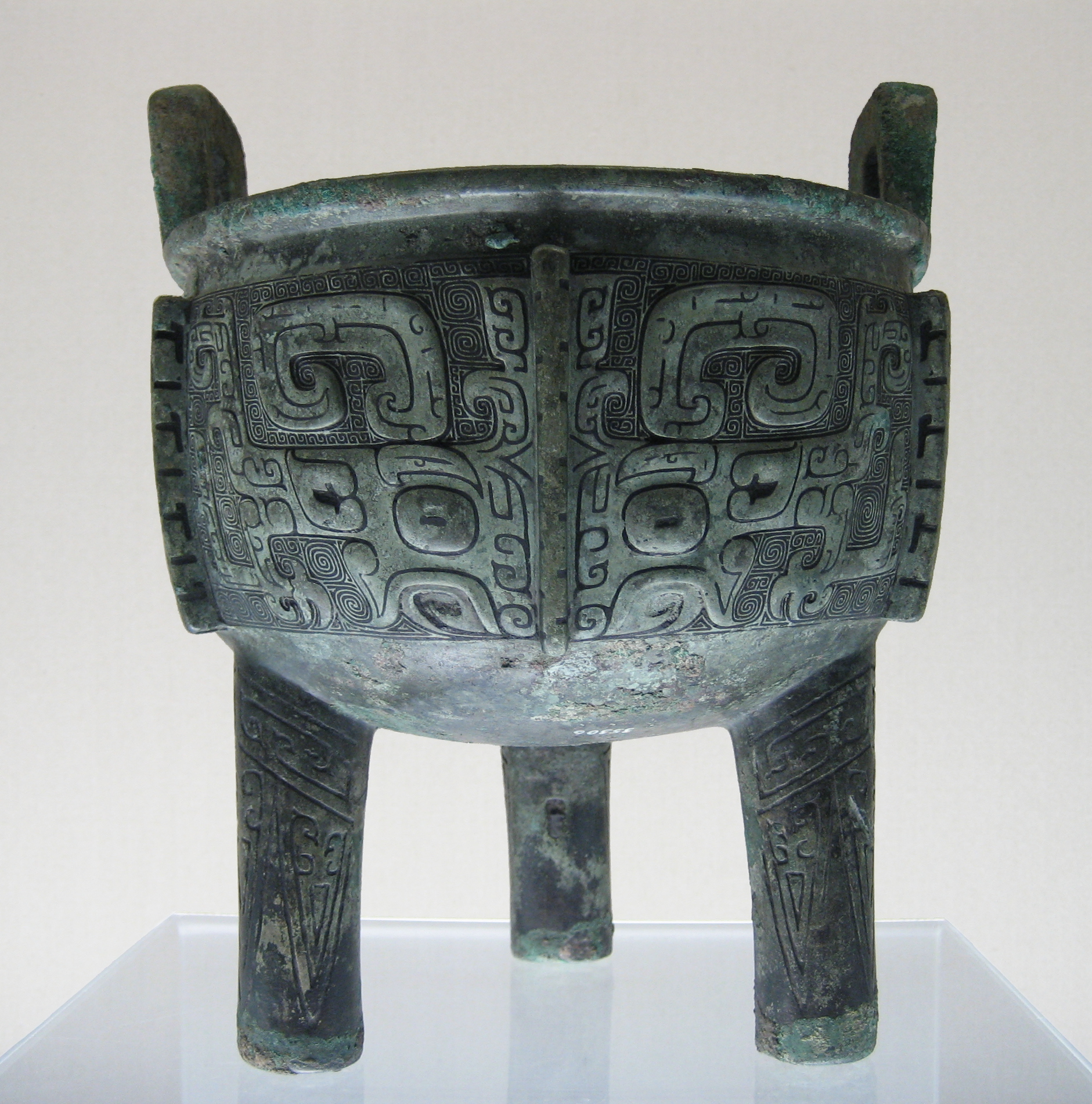
Un "鬲" (lì), dinastía Shang, museo de Shanghái.

El radical 193, representado por el carácter "鬲" y que significa "pote de 3 patas (para cocinar)" es 1 de los 8 radicales Kangxi (214 radicales en total) que están compuestos de 10 trazos.
En el diccionario de Kangxi hay 73 caracteres (de entre 49.030) que se pueden encontrar bajo este radical.

## Galería
| Estilos antiguos                                 | Estilos antiguos                  | Estilos antiguos                        | Estilos antiguos                   | Estilos antiguos                   | Estilos empleados actualmente       | Estilos empleados actualmente  | Estilos empleados actualmente    | Estilos empleados actualmente   | Estilos empleados actualmente  |
|                                                  |                                   |                                         |                                    |                                    |                                     | 鬲                             | 鬲                               |                                 |                                |
| 甲骨文 jiǎgǔwén (escritura de huesos oraculares) | 金文 jīnwén (escritura de bronce) | 简帛 jiǎnbó (escritura de bambú y seda) | 篆文 zhuànwén (escritura de sello) | 篆文 zhuànwén (escritura de sello) | 隸書 lìshū (estilo de los escribas) | 楷書 kǎishū (estilo regular)   | 楷書 kǎishū (estilo regular)     | 行書 xǐngshū (estilo corriente) | 草書 cǎoshū (estilo de hierba) |
| 甲骨文 jiǎgǔwén (escritura de huesos oraculares) | 金文 jīnwén (escritura de bronce) | 简帛 jiǎnbó (escritura de bambú y seda) | 大篆 dàzhuàn (sello grande)        | 小篆 xiǎozhuàn (sello pequeño)     | 隸書 lìshū (estilo de los escribas) | 繁體／繁体 fántǐ (tradicional) | 简体／簡體 jiǎntǐ (simplificado) | 行書 xǐngshū (estilo corriente) | 草書 cǎoshū (estilo de hierba) |

## Caracteres con el radical 193

Carácter en escritura de sello.

| strokes | character |
| ------- | --------- |
| + 0     | 鬲        |
| + 6     | 鬳        |
| + 7     | 鬴        |
| + 8     | 鬵 鬶     |
| + 9     | 鬷        |
| + 10    | 鬸        |
| + 11    | 鬹 鬺     |
| + 12    | 鬻        |